# Billboard Hot 100

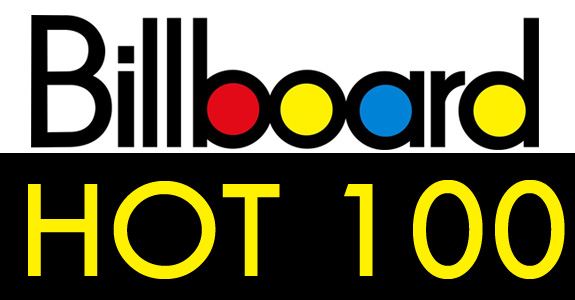
Billboard Hot 100 logo

Billboard Hot 100 reprezintă topul oficial al industriei muzicale din SUA prezentat de revista de specialitate Billboard. Clasamentul este bazat pe calcularea vânzărilor single-urilor (atât fizic cât și digital), streaming și difuzări ale pieselor la radiourile din Statele Unite.
Clasamentul este de obicei difuzat online în fiecare zi de marți a săptămânii pe site-ul Billboard, iar în sâmbăta următoare este publicat și în ediția tipărită a revistei. Clasamentul este stabilit pe baza rezultatelor înregistrate pe o perioadă de șapte zile, de vineri până joi.
Primul No1 din istoria topului a fost „Poor Little Fool” de Ricky Nelson la 4 august 1958.

## Recorduri

### Cele mai multe săptămâni pe locul întâi
| Număr de săptămâni | Artist(i)                                                                   | Cântec                                                                 | An(i)     |
| ------------------ | --------------------------------------------------------------------------- | ---------------------------------------------------------------------- | --------- |
| 19                 | Lil Nas X (o săptămână solo, 18 săptămâni în colaborare cu Billy Ray Cyrus) | "Old Town Road"                                                        | 2019      |
| 19                 | Shaboozey                                                                   | "A Bar Song (Tipsy)"                                                   | 2024      |
| 18                 | Mariah Carey                                                                | "All I Want for Christmas Is You"                                      | 2019–2025 |
| 16                 | Mariah Carey and Boyz II Men                                                | "One Sweet Day"                                                        | 1995–1996 |
| 16                 | Luis Fonsi and Daddy Yankee featuring Justin Bieber                         | "Despacito"                                                            | 2017      |
| 16                 | Morgan Wallen                                                               | "Last Night"                                                           | 2023      |
| 15                 | Harry Styles                                                                | "As It Was"                                                            | 2022      |
| 14                 | Whitney Houston                                                             | "I Will Always Love You"                                               | 1992–1993 |
| 14                 | Boyz II Men                                                                 | "I'll Make Love to You"                                                | 1994      |
| 14                 | Los del Río                                                                 | "Macarena" (Bayside Boys mix)                                          | 1996      |
| 14                 | Elton John                                                                  | "Candle in the Wind 1997" / "Something About the Way You Look Tonight" | 1997–1998 |
| 14                 | Mariah Carey                                                                | "We Belong Together"                                                   | 2005      |
| 14                 | The Black Eyed Peas                                                         | "I Gotta Feeling"                                                      | 2009      |
| 14                 | Mark Ronson featuring Bruno Mars                                            | "Uptown Funk"                                                          | 2015      |

### Cele mai multe No1
| Numărul de cântece | Artist          | Ref.  |
| ------------------ | --------------- | ----- |
| 20                 | The Beatles     | [ 2 ] |
| 19                 | Mariah Carey    | [ 2 ] |
| 18                 | Elvis Presley   | [ 3 ] |
| 14                 | Rihanna         | [ 2 ] |
| 13                 | Drake           | [ 2 ] |
| 13                 | Michael Jackson | [ 2 ] |
| 12                 | The Supremes    | [ 2 ] |
| 12                 | Madonna         | [ 2 ] |
| 12                 | Taylor Swift    | [ 2 ] |
| 11                 | Whitney Houston | [ 2 ] |
| 10                 | Stevie Wonder   | [ 2 ] |
| 10                 | Janet Jackson   | [ 2 ] |

### Cele mai multe săptămâni pe locul întâi
| Săptămâni pe locul întâi | Artist          | Sursa       |
| ------------------------ | --------------- | ----------- |
| 97                       | Mariah Carey    | [ 4 ]       |
| 79                       | Elvis Presley   |             |
| 60                       | Rihanna         | [ 4 ]       |
| 59                       | The Beatles     | [ 4 ]       |
| 56                       | Drake           | [ 4 ]       |
| 50                       | Boyz II Men     | [ 4 ]       |
| 47                       | Usher           | [ 4 ]       |
| 46                       | Beyoncé         | [ 4 ] [ 5 ] |
| 39                       | Bruno Mars      | [ 4 ]       |
| 37                       | Michael Jackson | [ 4 ]       |
| 36                       | Taylor Swift    | [ 6 ]       |